# Stelle principali della costellazione del Sagittario
Segue un prospetto delle stelle principali della costellazione del Sagittario, elencate per magnitudine decrescente.